# HK CSKA Sofia
HK CSKA Sofia je hokejový klub ze Sofie, který hraje Bulharskou hokejovou ligu. Klub vznikl roku 1948 sloučením klubů Chavdar Sofia a Septemvri Sofia. Jejich domovským stadionem je Palác zimních sportů (Winter Sports Palace) s kapacitou 4 600 diváků. HK CSKA Sofia byl dosud 16krát mistrem Bulharska, což z něj činí druhý nejúspěšnější tým v zemi po HK Slavia Sofia (18 titulů). Také uspěl 14krát v Bulharském poháru.

## Historie
Klub vznikl roku 1948 sloučením klubů Chavdar Sofia a Septemvri Sofia. V roce 1963 se CDNA Sofia jako více mistr ligy sloučil s několika násobným mistrem Cherveno zname Sofia do klubu CSKA "Cherveno zname" Sofia, a získal 4 tituly v řadě. CSKA dominoval bulharskému lednímu hokeji zejména od roku 1964 do roku 1986 kdy získal 13 titulů. Na sezónu 1993/1994 se HK CSKA Sofia sloučil s Akademika Sofia do týmu CSKA/Akademik Sofia. V roce 2004 dostal CSKA třikrát kontumaci pro nedostatek hráčů a z ligy byl diskvalifikován. V roce 2013 poprvé po 27 letech v průměrnosti znovu získal CSKA mistrovský titul, a v dalších dvou letech titul obhájil. Klub také čtrnáctkrát vyhrál národní pohár v ledním hokeji (naposledy v roce 2014).

## Historické názvy
- 1948 - CDNV Sofia  (Centralnyj Dom Narodnoj Armiji)
- 1950 - NV Sofia (Narodna Voiska Sofia)
- 1953 - CDNA Sofia
- 1963 - CSKA "Cherveno zname" Sofia
- 1969 - CSKA Septemvri Zname Sofia
- 1989 - CSKA Sofia
- 1993 - CSKA Akademik Sofia
- 1994 - CSKA Sofia
- 1999 - CSKA-Lions 99 Sofie
- 2002 - CSKA-Elit Sofia
- 2008 - CSKA-Hokej Sofie

## Statistiky

### Přehled ligové účasti

#### Stručný přehled
1951-1997 - Bulharská liga ledního hokeje (1. ligová úroveň v Bulharsku)
1999-2005 - Bulharská liga ledního hokeje (1. ligová úroveň v Bulharsku)
2007-???? - Bulharská liga ledního hokeje (1. ligová úroveň v Bulharsku)

## Úspěchy
- Bulharská liga ledního hokeje: 16 - 1964, 1965, 1966, 1967, 1969, 1971, 1972, 1973, 1974, 1975, 1983, 1984, 1986, 2013, 2014, 2015
- Bulharský pohár: 14 - 1964, 1965, 1967, 1972, 1973, 1975, 1976, 1978, 1981, 1983, 1986, 1987, 2013, 2014

## Účast v mezinárodních pohárech
HK CSKA Sofia hrál v jedenácti ročnících Evropského hokejového poháru, odehrál 26 zápasů z toho 1 vyhrál, 2 remizoval a 2 prohrál po prodloužení.
Ve 3 ročnících Kontinentálního poháru odehrál klub 12 zápasů z nichž 7 vyhrál, a dvakrát postoupil ze skupiny ale v sezóně 2015/2016 odstoupil z dalšího kola.